# Aeroporto Internazionale di Marsa Alam
L'Aeroporto Internazionale di Marsa Alam (IATA: RMF, ICAO: HEMA; in arabo مطار مرسى علم الدولي‎?, Maṭār Marsā ʿAlam al-Duwalī) è uno scalo aeroportuale egiziano sito a qualche chilometro a Nord-Ovest del centro turistico Marsa Alam. Vista la necessità dei turisti europei di raggiungere le destinazioni sul Mar Rosso, insieme ad altri aeroporti che servono località balneari affacciate allo stesso mare come l'Aeroporto Internazionale di Sharm el-Sheikh di Sharm el-Sheikh, anche Marsa Alam ha costruito il suo aeroporto internazionale, inaugurato il 16 ottobre 2003.
La struttura è posta a un'altitudine di 77 m s.l.m. sul livello del mare ed è dotata di una pista di atterraggio con superficie in asfalto lunga 3000 m e larga 45 m con orientamento 15/33, equipaggiata con impianto di illuminazione a media intensità (MIRL) e, nella sola Runway 33, di sistema di assistenza all'atterraggio PAPI.
Il proprietario dell'Aeroporto di Marsa Alam è la EMAK Marsa Alam for Management & Operation Airports, sussidiaria del gruppo del Kuwait M. A. Kharafi & Sons. È però gestito dalla società Groupe ADP.

## Statistiche
Attualmente l'aeroporto può gestire fino a 600 passeggeri per ora. In futuro sarà in grado di gestirne 2 500. Nel 2012 l'aeroporto ha servito 8 432 passeggeri (con un incremento del 30% rispetto al 2011).